# Schleppdach

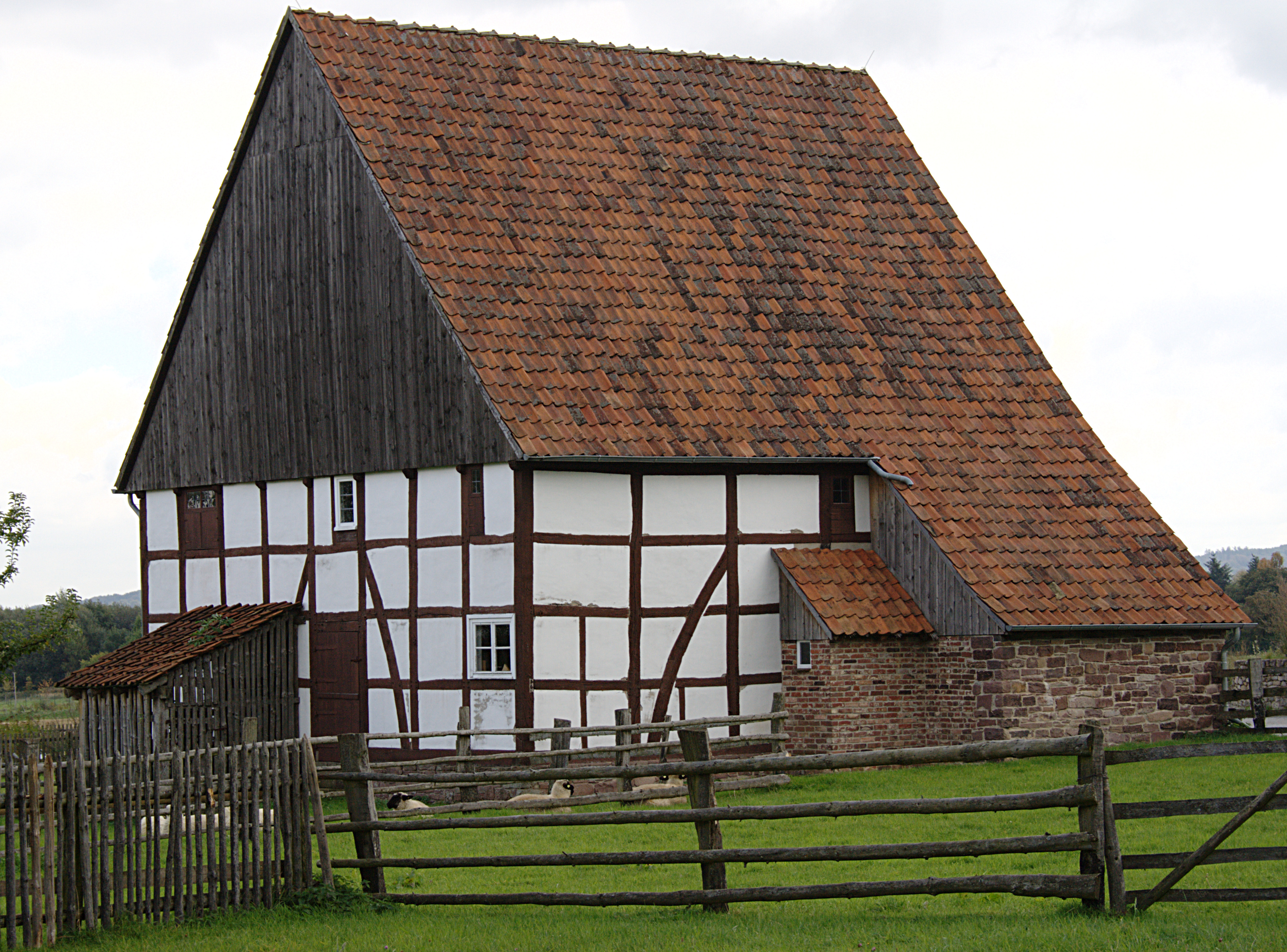
Bauernhaus mit Schleppdach über einem Anbau (Freilichtmuseum Detmold)

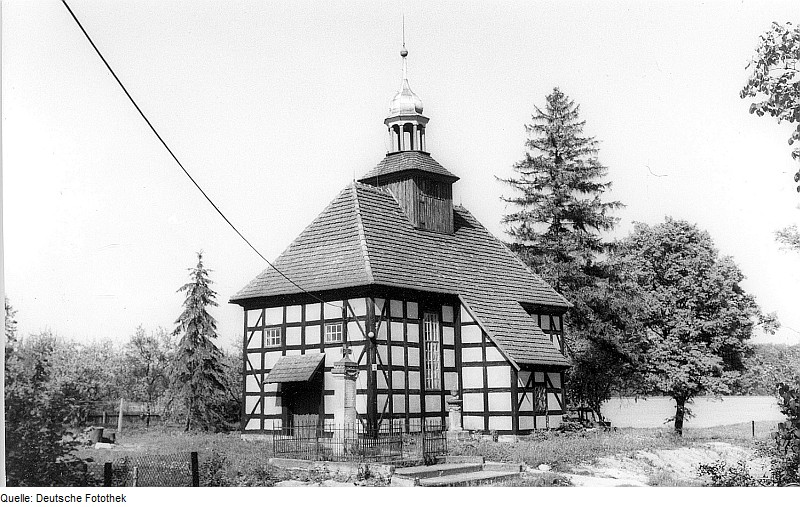
Schleppdach mit der Neigung des Hauptdachs (Kirche in Pechern)

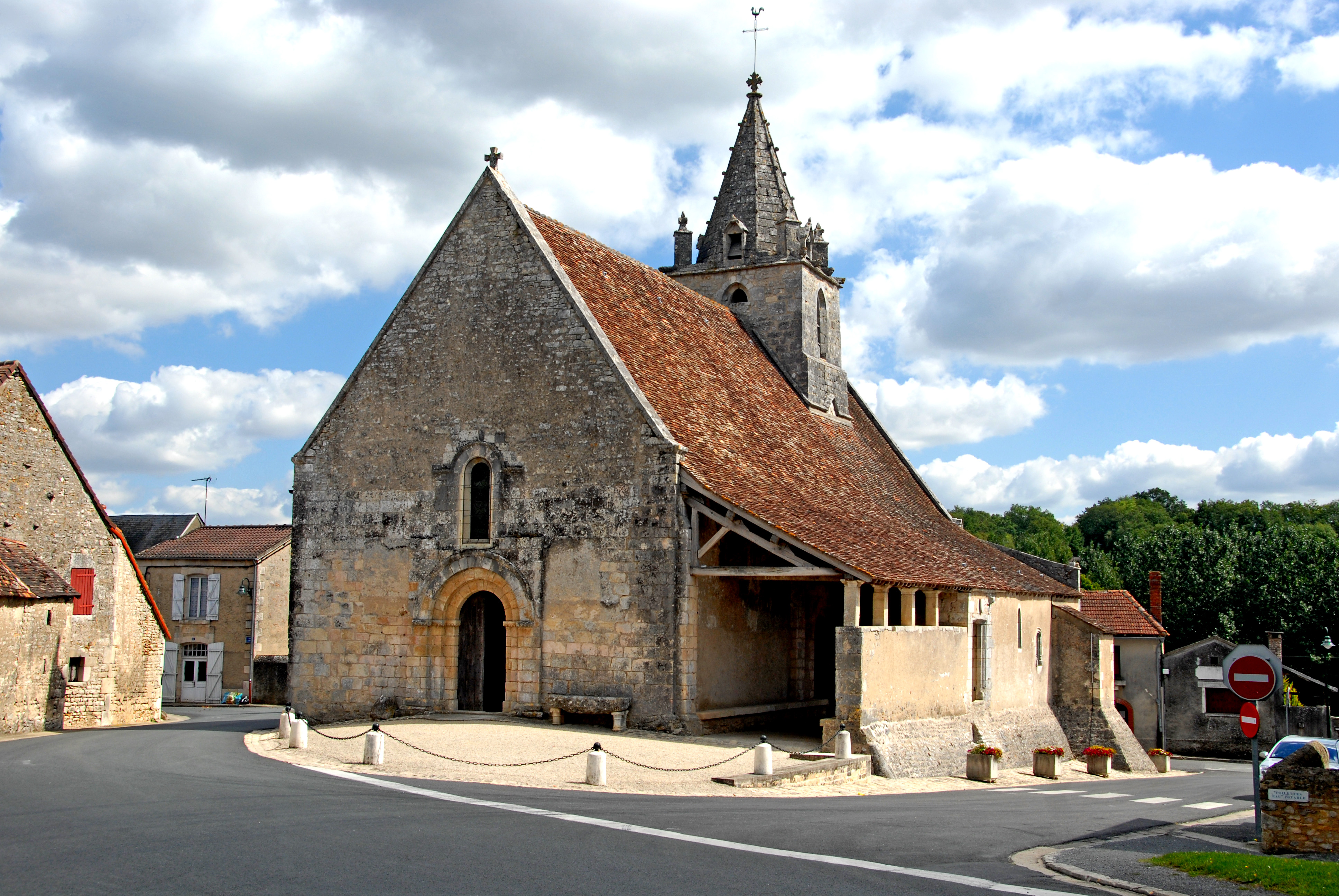
Kirche Notre-Dame Antigny, von SW, offene Vorhalle mit Schleppdach, 13./14. Jahrhundert

Das Schleppdach (auch „abgeschlepptes“ Dach) ist eine angesetzte Dachfläche, die an einer Wand oder am Hauptdach eines Gebäudes angefügt wurde.
Das Schleppdach ist dabei in der Regel weniger breit als das Hauptdach oder hat eine andere Dachneigung. Liegt hingegen die gesamte Traufe eines Satteldachs auf einer Seite tiefer als die andere Seite, spricht man von einem Frackdach. 
Das Schleppdach findet sich an historischen wie auch an zeitgenössischen Bauwerken. Es bedeckt in der Regel untergeordnete Gebäudeteile, die traufseitig an einen größeren Baukörper anschließen. Häufig wurden Anbauten mit Schleppdach erst nachträglich errichtet.
Das Schleppdach entspricht einem Pultdach, dessen First entweder an eine Außenwand oder an die Traufe des Hauptbaukörpers anschließt.
Bei niedriger Dachneigung oder größerer Traufhöhe des Hauptdachs, kann das angeschlossene Schleppdach die Neigung des Hauptdachs übernehmen. Häufig wird das Schleppdach auch mit einer geringeren Dachneigung als das Hauptdach ausgeführt.
Der Anschluss (Kehle) des Schleppdachs kann im Einzelfall auch über der Traufe des Hauptdachs angeordnet sein.
Kleinere Schleppdächer finden sich auf Schleppgauben, die innerhalb der Dachflächen angeordnet sein können oder auch unmittelbar an der Traufe sitzen. Schleppgauben können als einzelne Gauben, Gaubengruppen oder auch als fast über die ganze Dachlänge durchlaufende Gaubenreihe ausgebildet sein.
Schleppdächer haben insbesondere bei landwirtschaftlichen Gebäuden eine lange Tradition, häufig als offene Schutzdächer, zur witterungsgeschützten Lagerung von Vorräten und Gerätschaften an der freien Luft. 
Heute werden Schleppdächer speziell an Einfamilienhäusern vielfach zur Überdachung geschlossener Garagen oder als offene Unterstellplätze, etwa zur Lagerung von Kaminholz oder als Carport, eingesetzt.